# Laszosz
Laszosz (Kr. e. 6. század) ókori görög költő, muzsikus.
Az argoszi Hermionéből származott, az ókori hagyomány – tévesen – Pindarosz mesterének tartotta. Athénben élt Hipparkhosz udvarában. A Szuda-lexikon szerint ő volt az első, aki könyvet írt a zene elméletéről, illetve ő vitte be a dithüramboszt az athéni versenyekbe. A Terpandrosz-féle egyszerű himnuszköltészet helyett bonyolultabb szerkezetű és gazdagabb hangkörben mozgó dithüramboszt teremtette meg. Plutarkhosz oly szavakkal jellemezte az ő dithürambikus zenéjét, amelyek érthetővé teszik, hogy Pindaroszhoz hasonlították, sőt Arisztophanész a „Madarak” 1403. sorában egyenesen a műfaj feltalálójának nevezi.
A Paroszi Márványkrónika a 68. olimpia első évére (Kr. e. 508) helyezi azt az időpontot, amikor Laszosz az első férfikart felállította. Költeményeiből néhány töredék maradt fenn, köztük egy Démétérhez írott himnusz néhány sora. Ismert egy verse, amelyben kerüli az „s” hang használatát.
Egyes ókori szerzők a hét bölcs között sorolják fel.